# Посев — Смерч. Летние записи
«Смерч. Летние записи» — збірник out-take записів гурту «Посев», які були записані в червні- початок липня 1984. Випущений збірник разом зі альбомом «Reggae, punk & rock'n'roll"» 3 грудня 2023-го року на лейблі «Выргород».

## Текст на буклеті
Слова і музика: Єгор Летов
1-2: Записано в червні 1984 р. в Омську
3-6: Записано в червні / початку липня 1984 р. в Омську
Єгор «Дохлый» Лєтов — голос, бас, ударні (1), перкусія (6)
Андрій «Boss» Бабенко — електрогитара, задний вокал (2, 3)
Євгеній «John» Деєв — бас

## Список композицій
| #  | Назва                 | Автор                                    | Тривалість |
| -- | --------------------- | ---------------------------------------- | ---------- |
| 1. | «Смерть в казарме»    | Єгор Лєтов, Андрій Бабенко, Євгеній Деєв | 3:40       |
| 2. | «Ихние места»         | Єгор Лєтов, Андрій Бабенко, Євгеній Деєв | 3:54       |
| 3. | «Путешествие»         | Єгор Лєтов                               | 9:09       |
| 4. | «Смерч»               | Єгор Лєтов, Андрій Бабенко, Євгеній Деєв | 10:25      |
| 5. | «Игрушки»             | Єгор Лєтов, Андрій Бабенко, Євгеній Деєв | 5:40       |
| 6. | «Я хочу сказать тебе» | Єгор Лєтов, Андрій Бабенко, Євгеній Деєв | 3:25       |

## Цікаві факти
"Смерч" є обрізаним оригіналом пісні ГО "Рваные бусы" . А уривки пісень "Игрушки" (рання версія пісні ГО "Среди заражённого логикой мира") і "Путешествие" ("На наших глазах") були представлені на магнітоальбомі ГО "История Посев: 1982-1985".

## Цитата щодо видання
Як зазначила Наталія Чумакова:

Два наступних альбоми «Посева», які ми підготували до випуску з видавництвом «Выргород», – це "REGGAE, PUNK & ROCK’N’ROLL" і «СМЕРЧ».
Про перший з цих альбомів Єгор писав у вихідних даних збірки «История омского панка, часть 1» у березні 1985 року: «Композиції наступного і, мабуть, найвдалішого альбому POSSEV'а – REGGAE, PUNK & ROCK'N'ROLL практично виявилися майже повністю закінченими та обробленими у комерційному відношенні». Потрібно сказати, що на той момент він вважав його останнім і найкращим альбомом гурту, оскільки «Гражданская оборона» вже існувала майже півроку, а з «Посевом», як він думав, вже було покінчено (що не завадило влітку записати ще один, на цей якщо справді останній, альбом «Сделай сам!»).
І правда, в REGGAE, PUNK & ROCK’N’ROLL нема довгих імпровізацій, пісні цілком оформлені в жанровому відношенні. Деякі треки згодом стали відомими уже на альбомах «Г.О.» - це в обрізаному вигляді «Осенняя песня» і особливо «Мама, мама».
Що стосується «Смерча», він складених із двох, як висловлювався Єгор, студійних out-take’ів , які були записанні літом 1984 року. Назву йому я дала за тим же принципом – як Єгор називав свої альбоми – по найхітовіший із цих шести пісень (згодом також відомою як «Рваные бусы»).
Точні дати записів невідомі, але можна з упевненістю сказати, що «Смерч» (як і «Смерть в казарме») був складений у шпиталі, де Єгор до 3 липня проходив переогляд з приводу непридатності до військової служби – відповідно, сесія відбулася після його виписки . Тим не менш, у котушки був вкладиш, який вказує на те, що частина записів зроблено у червні. Весь цей час Єгор дуже переживав, що його відправлять служити, чому й народився цей похмурий «шпитальний» цикл (і вірші, написані після отримання повістки).
Як і раніше, я в обробці мінімально торкаюся звуку, прибираючи тільки клацання та провали, неминучі на записах цього часу.
— Наталія Чумакова, 30.11.2023